# Onuka
Onuka (Eigenschreibweise ONUKA) ist eine ukrainische Elektro-Band. Sie wurde 2013 von Yevhen Filatov (ukrainisch Євген Володимирович Філатов) und Natalija Schyschtschenko (Наталія Олександрівна Жижченко) gegründet.

## Geschichte
Onuka ist ukrainisch und bedeutet übersetzt „Enkelin“, eine Anspielung auf den Instrumentenmacher Oleksandr Schljontschyk (Олександр Микитович Шльончик, 1921–2008), der Großvater von Frontfrau Schyschtschenko war. Schyschtschenko begann ihre Musikkarriere als Mitglied der Band Tomato Jaws, die sie mit ihrem Bruder gründete.
2017 trat Onuka mit dem Naoni-Orchester als Pausenfüller im Finale des Eurovision Song Contest 2017 in Kiew auf.
Das Debütalbum wurde am 15. Oktober 2014 veröffentlicht und wurde zu dem erfolgreichsten Album des Monats in der Ukraine.
Von Onuka stammt auch das Titellied der ZDF-Dokuserie Tschernobyl - Die Katastrophe von 2023. Ende Juli 2023 veröffentlichte die Band unter dem Titel 30KM (eine Anspielung auf die Sperrzone von Tschernobyl) eine etwas längere und leicht abgeänderte Version des Stücks.